# نشان رامفورد

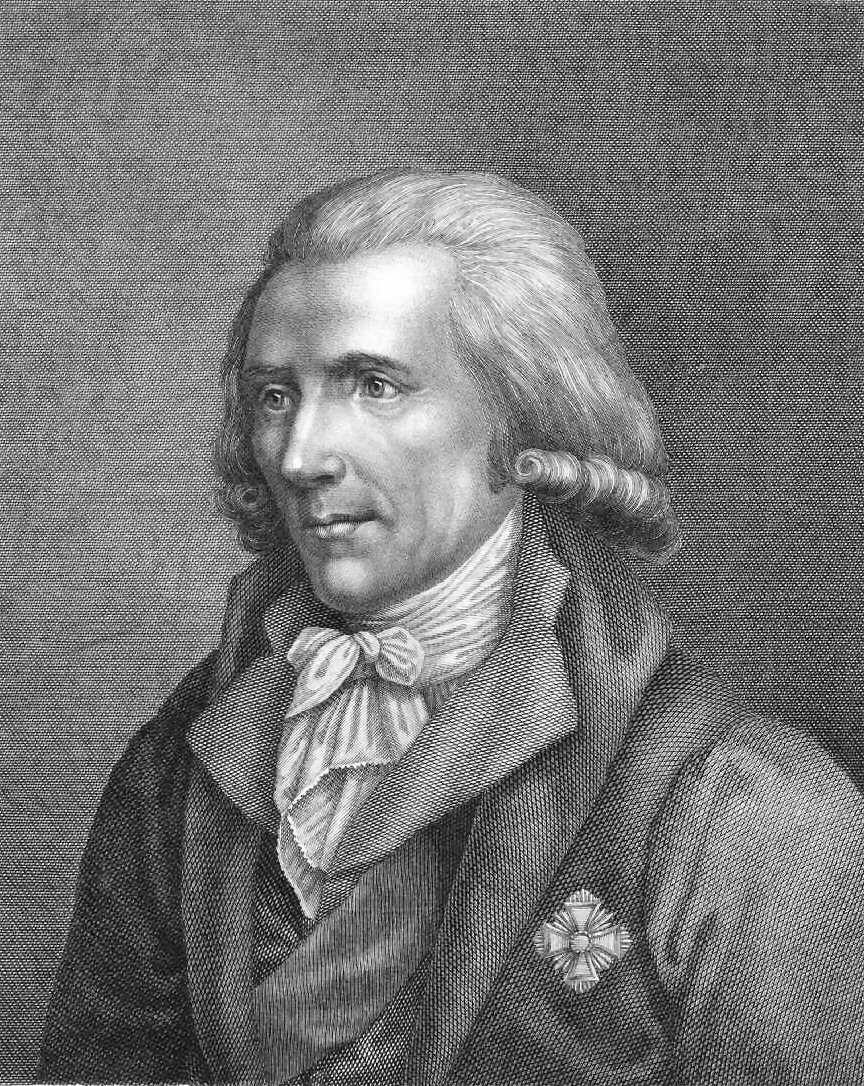
بنجامین تامسون (کنت رامفورد) نخستین برندۀ نشان رامفورد و کسی که نام نشان رامفورد را از روی لقب گرفتند.

نشان رامفورد (به انگلیسی: Rumford Medal) نشانی است که انجمن سلطنتی بریتانیا به طور متناوب و هر دو سال یک بار، به پژوهش‌گرانی در اروپا که به کشف‌های بزرگ در زمینۀ ویژگی‌های حرارتی و نوری مواد و موضوعات پیرامونی آن رسیده باشند اهدا می‌کند.

نخستین نشان رامفورد در سال ۱۸۰۰ اهدا شد و اهدای آن تا کنون ادامه دارد. کمیتۀ جوایز دانش‌های فیزیکی انجمن سلطنتی برندۀ این نشان را برمی‌گزیند.

## نشان
نشان رامفورد از جنس نقره است و بهای آن نزدیک به ۱۰۰۰ پوند بریتانیا است.

## فهرست دریافت‌کنندگان
| سال  | نام دانشمند                       | ملیت            |
| ---- | --------------------------------- | --------------- |
| ۱۸۰۰ | بنجامین تامسون                    | بریتانیایی      |
| ۱۸۰۲ | اعطاء نشد                         |                 |
| ۱۸۰۴ | جان لزلی                          | بریتانیایی      |
| ۱۸۰۶ | اعطاء نشد                         |                 |
| ۱۸۰۸ | William Murdoch                   | بریتانیایی      |
| ۱۸۱۰ | اتین-لویی ملوس                    | فرانسوی         |
| ۱۸۱۲ | اعطاء نشد                         |                 |
| ۱۸۱۴ | William Charles Wells             | بریتانیایی      |
| ۱۸۱۶ | همفری دیوی                        | بریتانیایی      |
| ۱۸۱۸ | دیوید بروستر                      | بریتانیایی      |
| ۱۸۲۰ | اعطاء نشد                         |                 |
| ۱۸۲۲ | اعطاء نشد                         |                 |
| ۱۸۲۴ | اگوستن-ژان فرنل                   | فرانسوی         |
| ۱۸۲۶ | اعطاء نشد                         |                 |
| ۱۸۲۸ | اعطاء نشد                         |                 |
| ۱۸۳۰ | اعطاء نشد                         |                 |
| ۱۸۳۲ | جان فردریک دانیل                  | بریتانیایی      |
| ۱۸۳۴ | ماچدونیو ملونی                    | ایتالیایی       |
| ۱۸۳۶ | اعطاء نشد                         |                 |
| ۱۸۳۸ | جیمز دیوید فوربز                  | بریتانیایی      |
| ۱۸۴۰ | جین-بپتیست بایو                   | فرانسوی         |
| ۱۸۴۲ | هنری فاکس تالبوت                  | بریتانیایی      |
| ۱۸۴۴ | اعطاء نشد                         |                 |
| ۱۸۴۶ | مایکل فارادی                      | بریتانیایی      |
| ۱۸۴۸ | آنری ویکتور رگنولت                | فرانسوی         |
| ۱۸۵۰ | فرانسوا آراگو                     | فرانسوی         |
| ۱۸۵۲ | سر جرج گابریل استوکس، بارونت اول  | بریتانیایی      |
| ۱۸۵۴ | Neil Arnott                       | بریتانیایی      |
| ۱۸۵۶ | لویی پاستور                       | فرانسوی         |
| ۱۸۵۸ | ژول ژامن                          | فرانسوی         |
| ۱۸۶۰ | جیمز کلرک ماکسول                  | بریتانیایی      |
| ۱۸۶۲ | گوستاو کیرشهف                     | آلمانی          |
| ۱۸۶۴ | جان تیندال                        | بریتانیایی      |
| ۱۸۶۶ | ایپولیت فیزو                      | فرانسوی         |
| ۱۸۶۸ | بالفور استیوارت                   | بریتانیایی      |
| ۱۸۷۰ | Alfred Des Cloizeaux              | فرانسوی         |
| ۱۸۷۲ | آندرش یوناس انگستروم              | سوئدی           |
| ۱۸۷۴ | نورمن لاکیر                       | بریتانیایی      |
| ۱۸۷۵ | John William Draper               | آمریکایی        |
| ۱۸۷۶ | ماری آلفرد کورنو                  | فرانسوی         |
| ۱۸۷۸ | ژول ژانسن                         | فرانسوی         |
| ۱۸۸۰ | ویلیام هاگینز                     | بریتانیایی      |
| ۱۸۸۲ | ویلیام دوایولزلی ابنی             | بریتانیایی      |
| ۱۸۸۴ | Tobias Robertus Thalen            |                 |
| ۱۸۸۶ | ساموئل پیرپونت لانگلی             | آمریکای         |
| ۱۸۸۸ | Pietro Tacchini                   | ایتالیایی       |
| ۱۸۹۰ | هاینریش هرتز                      | آلمانی          |
| ۱۸۹۲ | Nils Christoffer Dunérلویی پاستور | سوئدی و فرانسوی |
| ۱۸۹۴ | جیمز دیوئر                        | بریتانیایی      |
| ۱۸۹۶ | فیلیپ لنارتویلهلم رونتگن          | آلمانی          |
| ۱۸۹۸ | الیور جوزف لوج                    | بریتانیایی      |